# Zizia
Zizia és un gènere de plantes amb flors dins la família de les apiàcies al qual va donar nom el botànic alemany Johann Baptist Ziz (1779–1829). És originari dels Estats Units i el Canadà. Les espècies dins aquest gènere inclouen Z. aurea i Z. aptera

## Taxonomia
- Zizia aurea
- Zizia aptera
- Zizia trifoliata